# Federico De Maria
Federico De Maria (Palermo, 21 luglio 1883 – Palermo, 1º aprile 1954) è stato un poeta, giornalista, scrittore futurista italiano.

## Biografia
Molto importante nella sua vita letteraria fu la corrente del futurismo, da lui elaborata insieme a Marinetti,  mostrando di covare un forte senso di rivolta verso la letteratura contemporanea. Successivamente si staccò dal futurismo rifugiandosi in canoni più realisti.
Infatti fu il primo a scrivere una poesia futurista, Il Fabbro 1900, testo antecedente il Manifesto Futurista di cui lui fu uno dei primi firmatari, e per incomprensioni con Marinetti decise poi di uscire dal movimento futurista. Fu redattore de L'Ora e del Resto del Carlino, insegnò a lungo presso il Conservatorio di Palermo.
Firmava molte opere con lo pseudonimo di Bergerac e lasciò alla biblioteca comunale di Palermo tutta la sua raccolta di volumi comprese 3.000 lettere che si era scambiato con scrittori contemporanei.
Vinse molti premi soprattutto in Francia.
«De Maria tratta anche i metri con orgoglioso sprezzo, non privo di ardimento cavalleresco e quasi voluttuoso... Parecchie di quelle Voci continuano per qualche tempo a risonare nell'orecchio, come il tentativo quasi onomatopeico di La Canzone dell'Usignuolo che ha preceduto i gridi, i trilli, i zirli, i sibili, di cui oggi usa e abusa un gran poeta, il Pascoli; come l'ossessione di Czolgocz, l'assassino di Mac Kinley giustiziato sulla sedia elettrica, brano di poesia tragica che dà i brividi, riproducendo con terribile verità psicologica gli ultimi orrendi istanti in attesa della scintilla mortale. Innanzi tutto piace il suo atteggiamento di ribelle verso il bizantinismo dei decadenti, dei pagani di terza e di quarta mano, dei simbolisti. Egli è il poeta dell'oggi... In Canzoni Rosse non c'è nulla del solito materiale poetico.» (Luigi Capuana, 1906)

## Opere

### Raccolte di versi
- Voci (1905)
- Canzoni rosse (1905)
- Interludio classico (1907)
- La leggenda della vita (1909)

### Liriche
- La conquista del mondo (1926)
- L'Estate di San Martirio (1935)
- Incantesimo del fuoco (1952)

### Romanzi
- Santa Maria della Spina (1920)
- La vita al vento (1934)

### Saggi critici
- Avventure dei tre Dongiovanni (1912)
- Passeggiate sentimentali in Tripolitania (1912)
- Rinnovamento e tradizione (1936)
- Conversazione sul bello e sul brutto (1937)

### Opere teatrali
- U pani (1908
- L'aquila de Vespro (1923)
- Re Mùtria (1923)
- I paladini di Francia (1925)
- Gli eredi (1925)
- La spada d'Orlando (1929)

### Melodrammi
- Avventura nell'infinito (1932)
- L'invisibile (1933)
- Il romanzo di una giovane ricca (1935)